# Schistura conirostris
Schistura conirostris és una espècie de peix de la família Balitoridae i de l'ordre dels cipriniformes que es troba a la Xina.